# Galaxy Harajuku
Galaxy Harajuku（ギャラクシー ハラジュク）は、東京都渋谷区神宮前（原宿）にあるSamsung Galaxyの体験施設。ショップとサービスカウンター、カフェなどもある。地上6階、地下1階の計7階で構成され、Galaxy関連施設の中でも世界最大級である。ゲストを呼んだイベントプログラムなどもある。

## 施設情報
Galaxy Harajukuは、1年に3回程度リニューアルが行われているため、廃止されたコーナーもある。

### B1F

#### Service│Shop
製品やアクセサリーの購入ができ、最短60分（Z Flip、Z Foldシリーズは最短80分）で修理して即日受取可能な修理サービスも受けられる。料金は端末の状況やパーツ交換の有無などによって異なるが、内容によっては無料の場合もある。なお、指定した箇所以外に不具合箇所が確認された場合、その不具合箇所に関しても修理を行うため、当初の予定より修理代金が高額になる恐れがある。但し、各キャリアでケータイ補償サービス / smartあんしん補償（ドコモ）、故障紛失サポート/故障紛失サポート with cloud（au）に加入している端末は上限が固定（4,000 - 5,000円）される。
購入できるGalaxyはキャリア版であり、SIMフリー端末ではない（例外としてThom Browne EditionやM23 5G等の一部SIMフリー端末は発売されたことがある）。
サービスカウンターは国内初設置となる。
豊富なカバーなどのほか、Galaxy Watchなどのスマートウォッチ等の販売も行っている。国内モデルのGalaxyスマートフォンの健康診断やフィルム貼替サービスも行っている。(対応できない機種も有り)
なお、ドコモ向け端末ユーザーに関しては、本コーナー以外に同様のサービスを全国13店舗のドコモショップで受けられる「Galaxyリペアコーナー」がある。

#### S Pen Atelier
S Penで塗り絵やイラストデザインなどの様々なアートワークを体験できる。作成した作品は、ポストカードにして持ち帰ることが可能。

#### My Galaxy Cover
オリジナルのGalaxyスマートフォンカバーを作成することができる。

### 1F

#### Hands-on Table
Galaxyシリーズの端末に触れて体験できるエリア。
時期により国内未販売モデルにも触れることができる。

#### Community Square
イスや大型壁面ディスプレイを設けたスペース。イベントや発表会に利用される。

### 2F

#### Hands-on Table
Galaxy端末に触れて体験することができる。

#### My Galaxy
自分のオリジナルのカスタムカバー（スマートフォン、ワイヤレス製品向け）をつくることができる。対応機種は時期により異なる。

#### harajuku cafe
Galaxy Harajuku限定のスイーツを販売する。

#### Terrace
harajuku cafeとつながった屋外のオープンテラス。

### 3F

#### Galaxy×チームラボ
Galaxyがチームラボとコラボレーションしたエリア。様々な種類の動物等をGalaxyスマートフォンで観察、捕獲、観察して自分だけのコレクション図鑑を作る。「捕まえて集める神秘の森」として開始し、2022年9月29日からは「捕まえて集める恵みの海」、2023年4月8日からは「捕まえて集める恐竜の森」として実施している。

### 4F

#### Galaxy YouTube Shorts：推し活ワンダーランド
クリエイターとコラボしたイベントスペース。特別な「推し活」体験が出来る。旧：Galaxy×YouTube shorts / Event Space。
推しキャラ診断、3Dアバター、UFOキャッチャーが体験できる。

### 5F

#### 「2023 MAMA AWARDS」スペシャルフロア
MAMA AWARDSとコラボレーションしたフロア。MAMA映像や受賞者のスペシャルコンテンツ等が楽しめる。

#### Galaxy Theater
大型スクリーンで約20～30分の迫力ある映像を鑑賞できる。

#### Galaxy Sustainability Zone
漁網のリサイクルなどSamsungのSDGsの取り組みを紹介。

### 6F

#### Galaxy Purple Floor
パープルカラーのフロアでフォトジェニックな映える写真を撮影可能。

### 7F
一般入場禁止。

### B2F
一般入場禁止。

## デザイン

### 外装・内装
ファサードのデザインは、吉岡徳仁が担当している。このファサードは「Media Surface－浮遊する光のレイヤー」と名付けられ、1000台を超えるGalaxyスマートフォンを使用し、Galaxyのテクノロジーやそれらが織りなす未来へのビジョンを再現している。
内装のデザインは窪田建築都市研究所が担当。ゾーンごとにイメージが変わってゆき、上の階に行くにつれて宇宙に昇っていくような空間を創り出している。

### 補足
Galaxy Harajukuのスタッフは、Galaxy Crewと呼称されている。

## 沿革

### 2018年12月下旬ごろ
Galaxyと書かれた施設の工事が行われていることが原宿で多くの人に目撃され、Engadget日本版もTwitterで写真を掲載。

### 2019年1月上旬ごろ
「Galaxyのショールーム」としてスタッフの求人情報が出ていることが発見される。

### 2019年2月27日
「Galaxy Harajuku」正式発表。
オープニングファンパーティの開催も告知。当日限定プレゼントやゲストが発表され、公式サイトより応募受け付け開始。

### 2019年3月12日
グランドオープン。（12日は事前招待者のみ）オープニングセレモニーとファンパーティが行われ、事前招待者とメディア関係者にGalaxy Harajukuが公開された。セレモニーにはモバイル部門CEOであるDJ Koh氏が登場した。ほかにもドコモやKDDIの担当者などが登場し、テープカットなどを行った。
ファンパーティにはゲストとしてHiRAPARKやYASUI TAKASHI、ニシイズユミカ、そして世界的に活躍し、Galaxy UNPACKED 2018（8月）にも登場したアーティストMr Doodleが登場した。また、事前招待者には「10」の文字が印刷されたオリジナルトートバッグや2020年東京オリンピックのロゴや日本の風景とGalaxyのロゴが印刷されたバッジセットが配布された。この日は、2020年東京オリンピックの開会500日前で、それに合わせてオープンした。

### 2019年3月13日
一般向けにも正式オープン。